# Фейгин, Дов
Дов Фейгин (1908, Луганск — 2000) — израильский скульптор.

## Биография
Родился в Луганске Российской империи, в семье портного. Учился в Талмуд-Торе и украинской школе. В 1920 году семья Фейгиных переехала в Гомель, где Дов присоединяется к молодёжному движению Ха-шомер ха-цаир. В 1924 году он был арестован и отпущен только в 1927 году.
В Эрец-Исраэль жил с 1927 года. Один из основателей кибуца Афиким.
Учился на скульптора в Париже, в Национальной школе декоративных искусств с 1933 по 1937 год. В 1937 году он возвращается в Тель-Авив.
В 1948 году он присоединяется к художественной группе «Новые горизонты», основанной Иосифом Зарицким в том же году.
Идеи группы находят отражение в творчестве мастера. Работы носят более абстрактный характер, он использует металл как материал своих скульптур. В этом стиле выдержаны его работы «Птица» и «Аломот» (Колосок) (1956) и «Ladderes» (1957).
В 1948 и 1962 гг. — участник Венецианской биеннале. Одна из его самых известных скульптур — «Животное» (1958) — выставлена в Парке скульптуры Тель-Авивского музея искусства.
Скульптор Мемориала Дж. Кеннеди (1966) на г. Аминадав в Иерусалиме.

## Известные работы
- Голубь мира (Yonat Ha`shalom)[1]
- Мемориал Кеннеди[англ.] (1966, арх-р Д. Резник)[2]

|               |  |                 |  |                   |
| Animal (1958) |  | Ladderes (1957) |  | Яд Кеннеди (1966) |